# Selepa ianthina
Selepa ianthina är en fjärilsart som beskrevs av George Thomas Bethune-Baker 1911. Selepa ianthina ingår i släktet Selepa och familjen trågspinnare. Inga underarter finns listade i Catalogue of Life.